# Kudász Jánosné
Kudász Jánosné Guba Ilona, Ray Ilona (Budapest, 1902. április 27. – Törökbálint, 2013. március 19.) szupercentenárius, haláláig ő volt Magyarország legidősebb asszonya.

## Élete
Budapesten született, anyja, Ray Erzsébet nem vállalta a nevelését, a kórházban hagyta. Sóskútra került nevelőszülőkhöz. Nevelőapja kőbányában dolgozott, nevelőanyja napszámos volt.
Tizenkét éves korában szülőanyja – aki 1914. június 7-én Budapesten házasságot kötött Guba Zsigmond kovácssegéddel – magához vette Pestre. Ilona visszaszökött Sóskútra, de nevelőszülei a korabeli törvények alapján nem fogadhatták vissza. Szülőanyjával és mostohaapjával két évig laktak Pesten a Váci út 111-ben. Szülei házmesterek lettek, Ilona előbb nekik segített, majd hamarosan elszegődött egy közeli gyárba, ahol csavarokat fényesített 12 filléres órabérért.
Tizennégy éves korában egy veszekedés után egy munkatársnője albérletébe költözött. Tizenöt évesen felvételizett egy tánciskolába, de csak egy év múlva vették fel. Jövendőbeli férjét – aki akkoriban üvegfúvóként dolgozott – egy táncos mulatságon ismerte meg. A gyárból egy szolgabíró lányához szegődött szobalánynak, majd egy tésztagyárban dolgozott.
Kudász János lakatossegéddel 1925. november 15-én kötött házasságot Budapesten. Férjével egy időben Rákoshegyen éltek.
Törökbálinton lakott, három dédunokája volt, első ükunokáját 99 éves korában üdvözölhette. A helyi önkormányzat tájékoztatása szerint 2013-ban elhunyt.

## Magyarország legidősebb embere
A 110. születésnapi köszöntésén részt vett Kövér László, az államfői jogkört átmenetileg gyakorló házelnök is, aki egy Zsolnay vázát és az új alaptörvény díszkötésű példányát ajándékozta neki. A születésnapról szóló híradások beszámoltak róla, hogy Ilona néni szeretett olvasni, rendszeresen nézte a híradókat, és figyelemmel kísérte, hogy mi történik a világban.
Hosszú életét jól példázza, hogy tízéves korában egy, a Titanic elsüllyedéséről szóló újságcikket olvasott, az első világháború végén 16, a második kezdetén 37 éves volt.